# Ultrabook

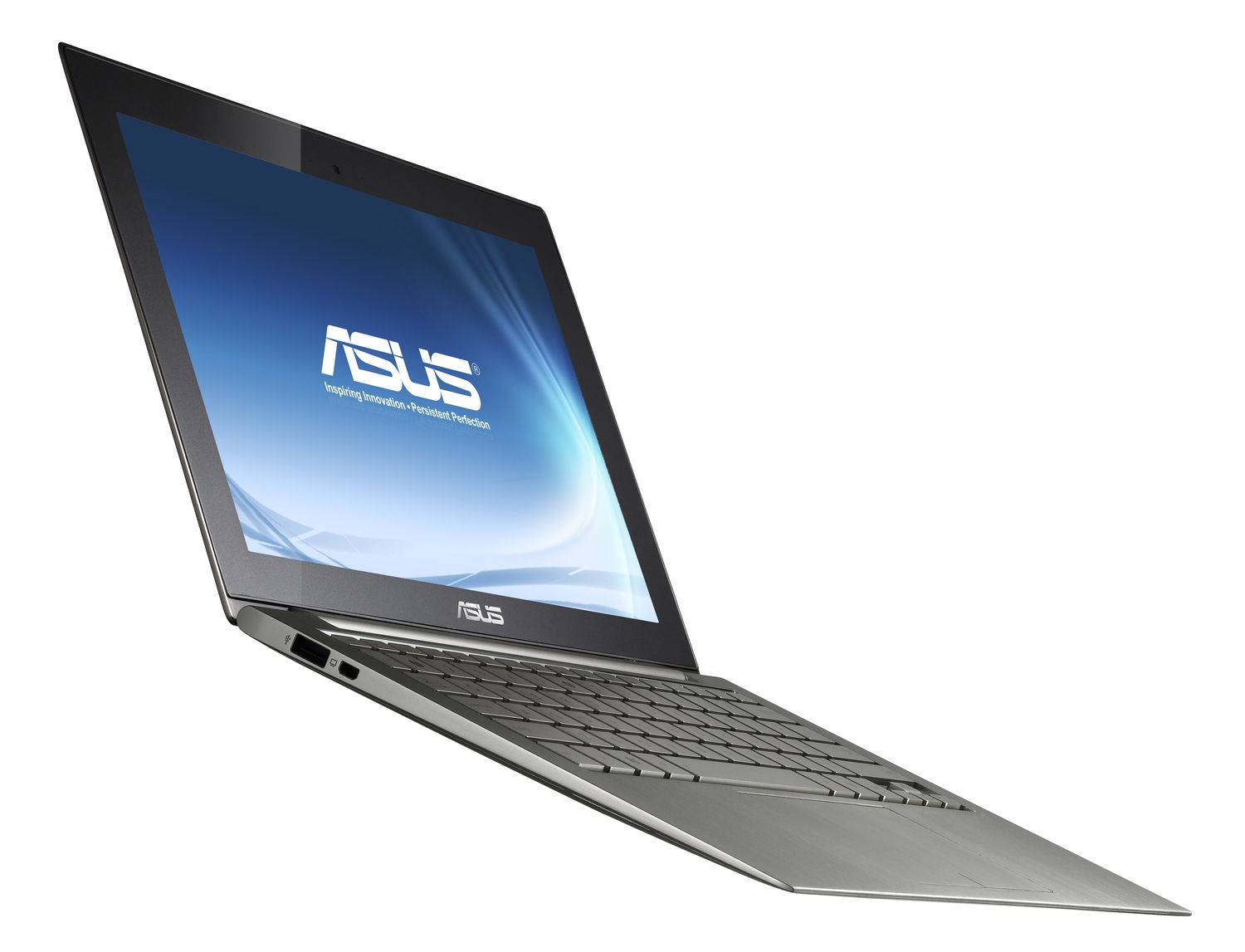
Asus UX21 ultrabook

Un ultrabook es un tipo de ordenador portátil que se caracteriza por ser extremadamente ligero y delgado, en comparación con sus antecesores los netbooks y los subportátiles. La palabra ultrabook fue solicitada como marca registrada por Intel en 2011, en una iniciativa para crear una competencia con el MacBook Air de Apple. Sin embargo, el término ha pasado a ser de uso común para hacer referencia a este tipo de ordenadores, a pesar de que pueden albergar procesadores y chipsets de otros fabricantes, como AMD o VIA.

## Requisitos según Intel
Intel declaró una serie de características generales a cumplir por parte de los fabricantes de portátiles, además de repartir 300 millones de dólares entre los fabricantes dispuestos a desarrollar un ultrabook a modo de subvención debido a que según Intel, parecen incapaces de crear por sí solos o por interés propio un diseño así, tratando de repetir el éxito de cuando hizo lo propio con la plataforma Intel Centrino.
Entre los requisitos a cumplir se encuentran los siguientes:
- Grosor no superior a 21 mm para los más grandes y 18 mm para los más pequeños.
- Procesador de ultra-baja tensión de Intel.
- Conectividad Wi-Fi.
- Pantalla táctil.
- USB 3.0
- Carcasas metálicas para una mejor disipación de calor.
- Almacenamiento en unidad de estado sólido (SSD) o bien un disco duro híbrido.
- Larga duración de batería en uso (5 h.) y también largos tiempos en espera (9 h.)
- Encendido instantáneo como si se tratara de una tableta gracias a la inclusión de Intel Rapid Start.
- Precios comenzando por debajo de los 1000 dólares o euros.

## Cronograma de Intel
Intel tiene planeada una estrategia dividida en tres fases, cada fase teniendo como protagonista la familia de procesadores del momento.

### Primera fase
En esta etapa los ultrabooks encajan con la descripción básica ideada por Intel, utilizando procesadores basados en Sandy Bridge (segunda generación Intel Core i).

### Segunda fase
Se introducirán nuevos modelos basados en Core i Ivy Bridge, reduciendo aún más el consumo. Añade funcionalidades de seguridad como el seguimiento del portátil. Gracias a Ivy Bridge también incluirá mejoras en la GPU integrada como soporte para DirectX 11 y OpenGL.
Intel pretende que forme parte de la especificación de la segunda generación de ultrabooks la tecnología Thunderbolt y un puerto a modo de base de acople. Con el ancho de banda del puerto Thunderbolt (10 Gbps) y la capacidad de encadenar dispositivos, los ultrabooks verían resuelta una parte de la problemática de tener chasis tan delgados: falta de conectividad. El puerto adicional serviría para añadir, ya sea mediante cable o mediante una base de acople propiamente dicha, puertos USB, SATA, PCIe y en general la conectividad que cabría esperar de un puerto de expansión. El conector Thunderbolt además tendría la capacidad de transportar la señal DisplayPort.
En esta generación habrá modelos que, aparte de la GPU integrada Intel, también llevarán una GPU dedicada. Nvidia será el primer fabricante que integre sus nuevas GeForce GT620M en este segmento de mercado.
Por último, Intel ha declarado que persigue el lanzamiento de ultrabooks con pantalla táctil basados en Windows 8.

### Tercera fase
La tercera generación de ultrabooks se servirá de la arquitectura Intel Haswell. Planeada para 2013, traería a los ultrabooks procesadores con una TDP de 15 W y NFC integrado. Además, específicamente para los ultrabooks, Haswell significaría la integración del puente sur en el mismo empaquetado que la CPU, de forma similar a cuando Intel integró el puente norte en sus procesadores, convirtiendo por tanto a Haswell en el primer SoC basado en arquitectura x86. Los 15 W de TDP son para el paquete completo de CPU y el resto de componentes integrados.

## Productos basados en tecnología AMD
Existen ultrabooks basados en chipsets de la empresa AMD, también llamados ultrathins (por temor a represalias por parte de Intel). Los mismos están basados en la tecnología Fusion, y los primeros modelos incorporaron la arquitectura Trinity. Hasta ahora AMD sólo había ofrecido ordenadores ultraligeros en el contexto de los netbooks, con APUs basadas en arquitectura Brazos. Estos ultrabooks suelen ser inferiores en potencia de proceso a sus pares de Intel, aunque los superan en rendimiento gráfico (aplicaciones 3D y juegos) y se mantienen a la par en uso de energía y rendimiento de la batería.

## Crítica
La principal crítica de los ultrabooks, al menos en la primera generación, consiste en un precio de lanzamiento no demasiado atractivo. Los fabricantes alegan que no pueden rebajar mucho más los costes debido a que tan sólo con el hardware de Intel se les va un tercio de los costes de fabricación si se tiene en cuenta el objetivo de lanzar ordenadores por 1000 o menos dólares. Por ello, le pidieron a Intel una rebaja del 50%, sin embargo esta sólo accedió a un 20% ya que más rebaja significaría quedar por debajo del 60% de beneficio estratégico.
Analistas de la industria prevén que si el coste para el consumidor de estos portátiles no baja, los ultrabooks se convertirán en un mercado selecto, como lo es ahora el MacBook Air a pesar de ser ya actualmente más baratos que éste, algo poco atractivo para los fabricantes de PC donde el grueso de ventas se sitúa en los 500 a 700 euros.
Debido a esta crítica del coste por parte de los fabricantes, Intel creó el fondo inicial para ayudarles económicamente. Sin embargo, a pesar de los esfuerzos, las ventas de ultrabooks no parecen haber cumplido los objetivos previstos. Aún con todo Intel planea conseguir una rebaja de precio con las sucesivas generaciones de ultrabooks y espera que para 2013 sea un segmento completamente asentado, llegando a un 40% del total de ventas de ordenadores portátiles para 2015.
En recientes declaraciones recogidas por Charlie Demerjian del sitio de tecnología Semiaccurate.com, Intel ha reconocido que el concepto de ultrabook ha fallado y ha cancelado su desarrollo.